# Massimo Giunti
Massimo Giunti (Pesaro, 29 juli 1974) is een Italiaans voormalig wielrenner. Tijdens de Ronde van Sardinië in 2010 testte hij positief op het gebruik van epo waar hij later twee jaar voor werd geschorst.

## Resultaten in voornaamste wedstrijden
| Jaar | Ronde van Italië | Ronde van Frankrijk | Ronde van Spanje |
| ---- | ---------------- | ------------------- | ---------------- |
| 1998 |                  |                     | opgave           |
| 1999 |                  | 95e                 |                  |
| 2000 | 63e              |                     |                  |
| 2001 |                  |                     | 60e              |
| 2002 |                  |                     |                  |
| 2003 |                  |                     |                  |
| 2004 |                  | opgave              |                  |
| 2005 |                  | 80e                 |                  |
| 2006 |                  |                     |                  |
| 2008 |                  |                     |                  |

| Jaar | Milaan-San Remo | Ronde van Vlaanderen | Amstel Gold Race | Luik-Bast.‑Luik | Ronde van Lombardije |
| ---- | --------------- | -------------------- | ---------------- | --------------- | -------------------- |
| 1998 |                 |                      |                  |                 |                      |
| 1999 |                 |                      |                  |                 |                      |
| 2000 | 112e            |                      |                  |                 |                      |
| 2001 | 79e             |                      |                  |                 |                      |
| 2002 |                 | 60e                  | opgave           |                 |                      |
| 2003 |                 |                      | 36e              | opgave          | 27e                  |
| 2004 |                 | opgave               | 81e              | 97e             |                      |
| 2005 |                 |                      | 96e              | 67e             |                      |
| 2006 | 108e            |                      |                  |                 |                      |
| 2008 | 98e             |                      |                  |                 |                      |

## Ploegen
- 1998 –  Cantina Tollo-Alexia Alluminio
- 1999 –  Cantina Tollo-Alexia Alluminio
- 2000 –  Cantina Tollo-Regain
- 2001 –  Cantina Tollo-Acqua e Sapone
- 2002 –  Acqua e Sapone-Cantina Tollo
- 2003 –  Domina Vacanze-Elitron
- 2004 –  Domina Vacanze
- 2005 –  Fassa Bortolo
- 2006 –  Naturino-Sapore di Mare
- 2007 –  Miche
- 2008 –  Miche-Silver Cross
- 2009 –  Miche-Silver Cross-Selle Italia
- 2010 –  Androni Giocattoli-Serramenti PVC Diquigiovanni (tot 11-3)